# クリスチャン・ド・デューブ
クリスチャン・ルネ・ド・デューブ（Christian René de Duve、1917年10月2日 – 2013年5月4日）は、国際的に高く評価された細胞生物学者で生化学者。ルーヴァン・カトリック大学、ロックフェラー大学の名誉教授。
1974年に、細胞小器官の構造と機能に関する発見で、アルベルト・クラウデ、ジョージ・エミール・パラーデとともにノーベル生理学・医学賞を受賞した。

## 経歴
イギリスのロンドンでベルギーからの移民の子として生まれ、1920年にベルギーに戻った。アントウェルペンのイエズス会で教育を受け、その後ルーヴァン・カトリック大学に入学し、1947年に教授となった。また1962年にはアメリカのロックフェラー大学の教授となった。
1988年王立協会外国人会員選出。2013年、ベルギーの自宅にて安楽死した。

## 功績
細胞生物学を専門とし、ペルオキシソーム、リソソームなどの細胞内小器官を発見した。また、沈降速度法によってラットの肝臓細胞の酵素の分布を調べた。ド・デューブの細胞分画法の実験は細胞構造物の機能に関する新しい知見を与えた。1963年にはオートファジーの名称を定義した。
また晩年は生命の起源に関する研究を行い、チオエステルが生命の起源に重要な役割を果たしたとする｢チオエステル・ワールド｣という仮説を打ち立てた。
彼の研究により、真核生物細胞にあるミトコンドリアと葉緑体は元々、真正細菌が真核生物（あるいはその祖先）の細胞内に棲むようになったものであるという細胞内共生説が定説となった（ド・デューブ自身は他の幾つかの細胞内小器官についても細胞内共生説を提唱している）。
ド・デューブは、ペルオキシソームが最初の細胞内共生物で、これのおかげで地球大気中に酸素が多くなった環境でも細胞が生存することができるようになったとしている。しかしペルオキシソームは独自のDNAを持っていないため、ミトコンドリアや葉緑体の共生に比べて根拠が薄いといわれている。

## 著作
- 細胞の世界を旅する (A Guided Tour of the Living Cell), 1984
- 細胞の秘密: 生命の実体と起源を探る (Blueprint for a Cell: the nature and origin of life), 1991
- 生命の塵: 宇宙の必然としての生命 (Vital Dust: life as a cosmic imperative), 1996
- 進化の特異事象: あなたが生まれるまでに通った関所 (Singularities: landmarks on the pathways of life), 2005

## 受賞歴
- 1960年 フランキ賞　生命科学・薬学部門
- 1967年 ガードナー国際賞
- 1973年 ハイネケン賞
- 1974年 ノーベル生理学・医学賞
- 1989年 E・B・ウィルソン・メダル